# 東光産業
東光産業株式会社（とうこうさんぎょう）は、東京都江東区に本社を置く鉄道機器のメーカーである。

## 事業所
- 本社（江東区永代）
- 八潮工場（埼玉県八潮市西袋）

## 主な製品

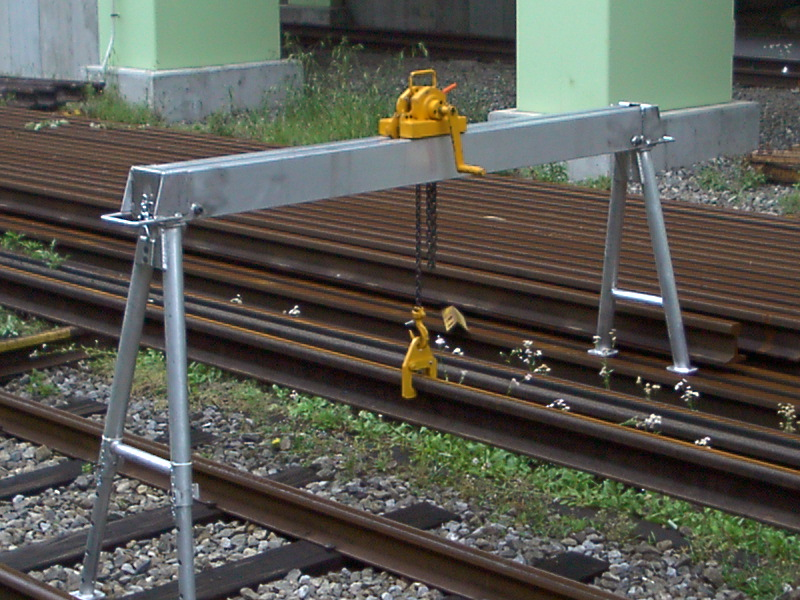
AR山越器

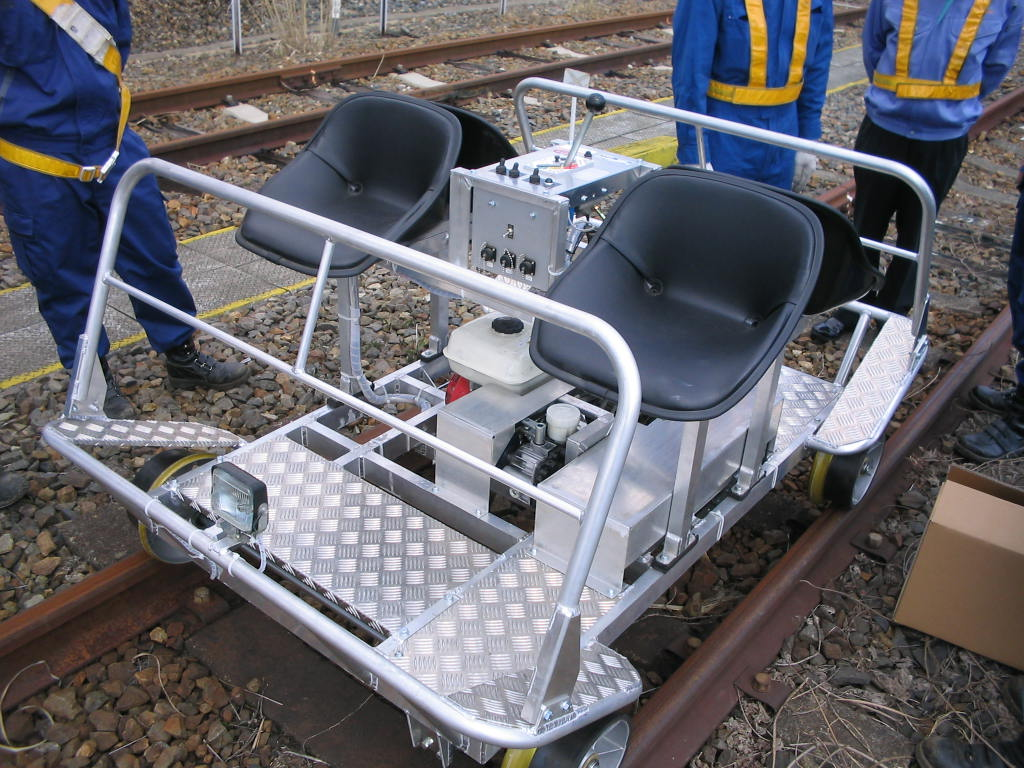
スーパーカートRTC-5型

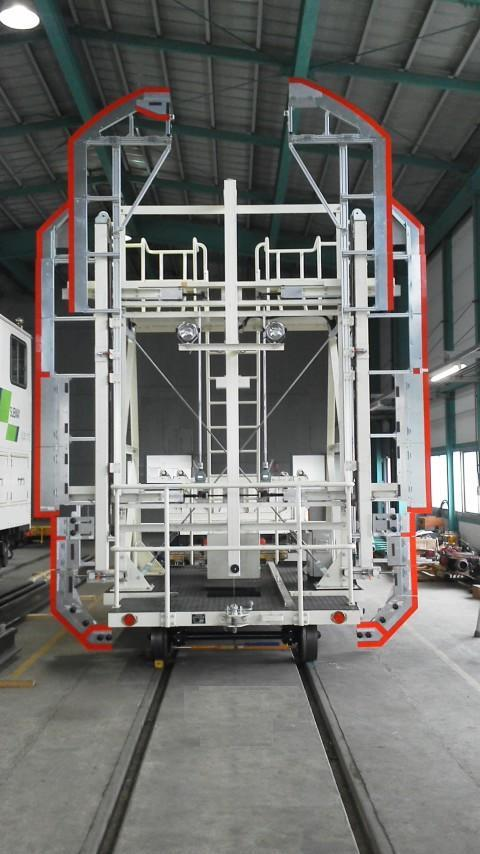
建築限界測定車

- AR型レール山越器

アルミ製のレール山越器。
- スーパーカートシリーズ

軌道自動自転車
- 建築限界測定車

保線トロを用いた簡易型
- ロングレール運搬車

保線トロ仕様のため、保守用車扱い
- レール積卸器

レール輸送貨車よりレールを取卸すための簡易クレーン。鉄製とアルミ製がある。
特に鉄製はJR北海道のロングレール運搬車チラ50000や、JR東海の定尺レール運搬車キヤ97に搭載されている。
- 浸水防止機

地下鉄などの換気口に取り付けられる扉の一種。
洪水などが発生した際、地下鉄構内への水の流入を防ぐために扉が閉まる。